# برایان هاویس
برایان هاویس (به انگلیسی: Brian Howes) که با نام هاویس نیز شناخته می‌شود، ترانه‌سرا و تهیه‌کننده موسیقی کانادایی است که در طیف گسترده‌ای از ژانرها و همکاری با گروه‌های پادل آو ماد و سیمپل پلن، به موفقیت دست یافته است.

## جوایز
- جایزه دستاورد بین‌المللی SOCAN در سال ۲۰۱۰
- جایزه JUNO برای تهیه‌کننده سال در سال‌های ۲۰۰۷ و ۲۰۱۲ برای کارش در هدلی و نیکل‌بک
- نامزد تهیه‌کننده سال در سال‌های ۲۰۱۰ و ۲۰۱۴.
- جوایز BMI Pop در سال ۲۰۰۸، از جمله جایزه برتر آهنگ سال و همچنین جایزه برتر آهنگ دیجیتال برای «لب‌های یک فرشته»
- برنده سه جایزه دیگر BMI Pop در سال ۲۰۰۹ برای همکاری با داتری و اسکیلت
- برنده جایزه BMI برای «چراغ روشن» (دیوید کوک) در سال ۲۰۰۹
- برنده چندین جایزه SOCAN برای پروژه‌های مختلف، از جمله جایزه پاپ راک در سال ۲۰۱۲
- نامزد جایزه گرمی (اسکیلت) در سال ۲۰۰۸